# پونی سفید
پونی سفید (به انگلیسی: White Pony) سومین آلبوم استودیویی از گروهٔ موسیقی آلترناتیو متال آمریکایی دفتونز می‌باشد که در ۲۰ ژوئن سال ۲۰۰۰ از سوی ماوریک رکوردز منتشر گردید. این آلبوم توسط تری دیت تهیه و تولید شد؛ این فرد دو آلبوم نخست گروه، یعنی آدرنالین (۱۹۹۵) و اطراف خز (۱۹۹۷) را نیز تهیه می‌باشد.
این آلبوم نقطهٔ عطفی در تکامل صدای گروه بود؛ جایی که عناصر سبک‌هایی مانند پست-هاردکور، تریپ هاپ، شوگیز، پراگرسیو راک و پست-راک را با صدای آلترناتیو متال که دفتونز با آن شناخته شده بودند، درآمیختند. پونی سفید همچنین اولین آلبومی بود که فرانک دلگادو به‌عنوان یکی از اعضای دائم گروه در آن حضور داشت و وظیفهٔ ترن‌تیبل و سینث‌سایزر را بر عهده گرفت. او پیش‌تر به‌عنوان مهمان در دو آلبوم نخست گروه فعالیت کرده بود و در برخی ترانه‌ها افکت‌های صوتی تولید می‌کرد. این آلبوم همچنین نخستین آلبومی بود که در آن چینو مورنو شروع به نواختن گیتار ریتم در کنار خوانندگی کرد.